# Claude Cohen-Tannoudji
Claude Cohen-Tannoudji (Costantina, 1º aprile 1933) è un fisico francese, conosciuto per aver vinto, assieme a Steven Chu e William Phillips, il premio Nobel per la fisica nel 1997 per i suoi lavori sul raffreddamento laser, e per aver realizzato una serie di volumi didattici sulla meccanica quantistica.

## Biografia
Cohen-Tannoudji nacque a Costantina, nell'allora Algeria francese, il 1º aprile del 1933 da padre marocchino, originario di Tangeri, Abraham Cohen-Tannoudji, e da madre algerina, Sarah Sebbah, ambedue ebrei magrebini. Dopo gli studi di primo e secondo grado ad Algeri, Cohen-Tannoudji si trasferì a Parigi, in Francia, ove s'iscrisse presso l'École normale supérieure. Qui, seguì le lezioni di Henri Cartan, Laurent Schwartz e Alfred Kastler. Nel 1958 sposò Jacqueline, un'insegnante liceale, che gli diede tre figli. In seguito, lasciò l'università per svolgere il servizio militare, che durò 28 mesi (una durata superiore a quella canonica, a causa della guerra d'Algeria). Nel 1960 tornò agli studi, completati alla fine del 1962 con il conseguimento del dottorato di ricerca.
Dopo la discussione della tesi di dottorato, iniziò a insegnare meccanica quantistica presso l'Università di Parigi, continuando la ricerca sulle interazioni tra atomi e fotoni.
Nel 1973 divenne professore al Collège de France, ove diede vita a un laboratorio con Alain Aspect, Christophe Salomon e Jean Dalibard, per studiare il raffreddamento laser. Per le sue ricerche in questo ambito, nel 1997 fu insignito del Premio Nobel per la fisica insieme a Steven Chu e William Phillips, con la motivazione di aver dato un contributo per «lo sviluppo di metodi per raffreddare e catturare gli atomi tramite laser».
È coautore, insieme a Bernard Diu e Frank Laloe, di un celebre manuale in tre volumi di meccanica quantistica, Quantum Mechanics, edito da Wiley-VCH, uno dei testi più diffusi a livello universitario sull'argomento.